# 홀 인 원

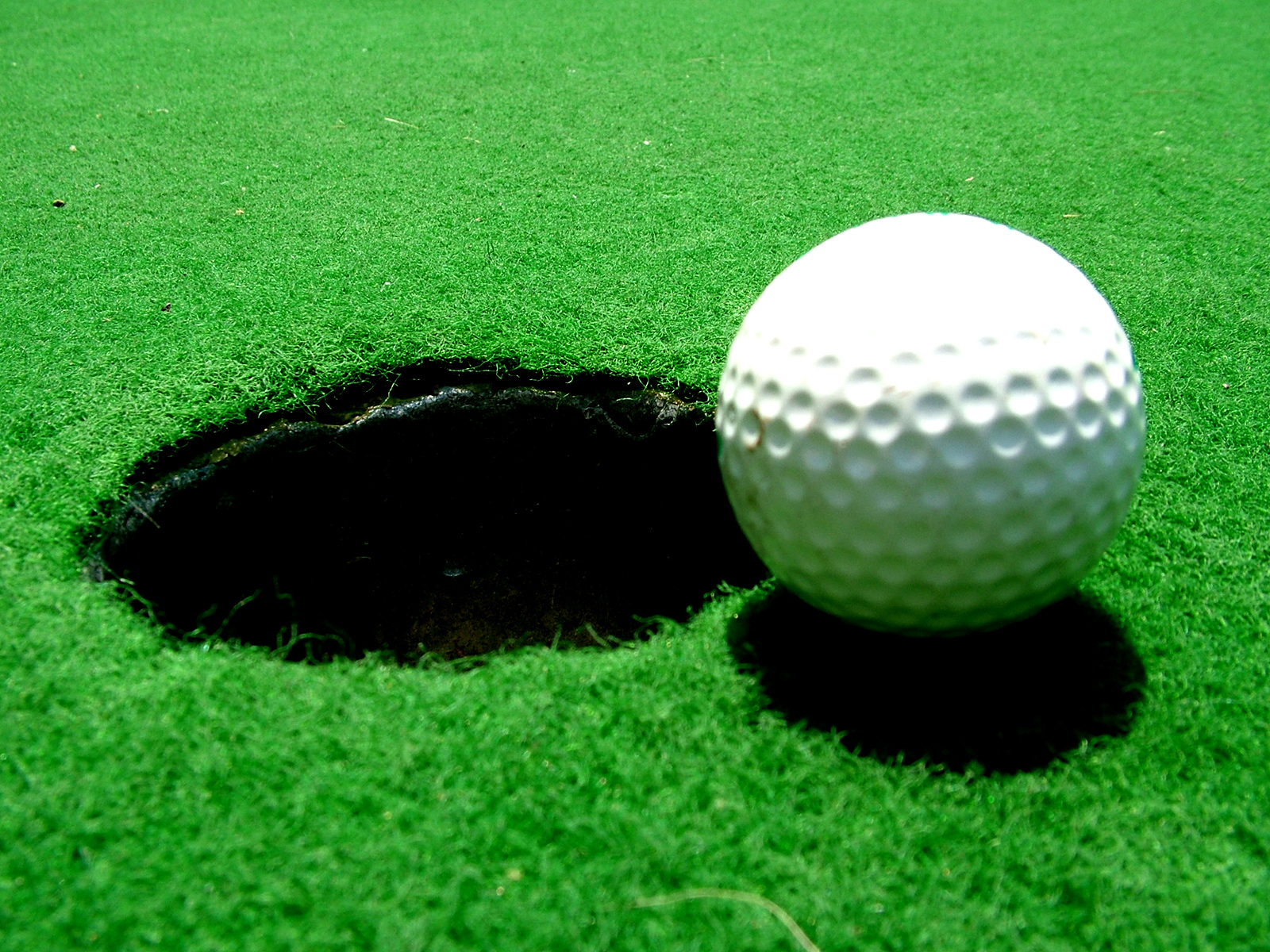
홀 바로 옆에 있는 골프공

홀 인 원(영어: hole in one, hole-in-one, 미국 영어에서는 ace)은 골프 선수가 공을 한 타에 홀로 넣는 것을 말한다. 골프 경기에서 하나의 홀에서 기준 타수보다 1타수가 많은 스코어를 보기라고 하며, 2타수가 많은 스코어로 홀아웃(공을 홀에 넣는 것)하는 것을 더블 보기라고 한다. 그러나 하나의 홀에서 기본타보다 1타수가 적은 타수로 홀인하면 버디, 2타수 적은 스코어로 홀인하는 것을 이글(eagle)이라고 한다.
홀 인 원은 매우 드문 편이며, 골프의 실력이 가능성을 높여줄 수 있어서 골프의 실력에 크게 좌우된다고 볼 수 있으나 대개는 운이 동반된다.
테네시주 멤피스의 얼 다이어터링(Earl Dietering)은 78세의 나이로 한 라운드에 홀 인 원을 두 번 성사시킨 최고령자 기록을 세운 것으로 간주된다.

## 같이 보기
- 골프 용어